# Bojan Bakić
Pour les articles homonymes, voir Bakić.
Bojan Bakić (en serbe : Бојан Бакић), né le 8 janvier 1983, à Titograd, en République socialiste du Monténégro, est un joueur monténégrin de basket-ball. Il évolue au poste d'arrière.

## Palmarès
- Vainqueur de la coupe de Yougoslavie 2001
- Vainqueur de la ligue adriatique 2005